# 天御桙命
天御桙命（あめのみほこのみこと、生没年不詳）は、古代日本の豪族で大和国の服部連の祖。天之御中主神の11世孫。

## 概要
『新撰姓氏録』大和国神別の服部連条では天之御中主神の11世の孫とされる。
大和国城下郡式内社の服部神社（村屋坐弥富都比賣神社境内）や越前国今立郡式内社の刀那神社、栃木県の織姫神社などに祀られる。

## 諸説
時代背景では、旧石器時代から明治時代までを表で表すと、、
| 旧石器時代 | 紀元前10万年頃〜紀元前1万8000年頃                                                  |
| 縄文時代   | 紀元前約1万8000年頃〜紀元前300年頃                                                 |
| 弥生時代   | 紀元前300年〜紀元後250年                                                           |
| 古墳時代   | 250年頃〜592年                                                                     |
| 飛鳥時代   | 592年〜710年                                                                       |
| 奈良時代   | 710年〜794年                                                                       |
| 平安時代   | 794年〜1185年                                                                      |
| 鎌倉時代   | 1185年〜1333年                                                                     |
| 室町時代   | 南北朝時代：1333年〜1392年・戦国時代：1467年〜1573年・安土桃山時代：1573年〜1603年 |
| 江戸時代   | 1603年〜1868年                                                                     |
| 明治時代   | 1868年〜1912年                                                                     |

となっています。
そのなかで、天御桙命が麻、綿、絹、織物と関係が深い事柄は、服部神社 （村屋坐彌冨都比賣神社 境内摂社）はとりじんじゃ（祭神：天之御中主神、天之御桙神。御神格：繊維染織・服飾全般を司る神とあり、格式：延喜式神名帳所載社）等に記載されている。
下記
「これより西２kmばかりの所に、大安寺村 字 神来森（カキノモリ）という土地がある。
そこに鎮座して波登里（ハトリ）村・阿刀（アト）村の氏神であった。
祭礼には、氏子が盆に綿を盛り、その上に十二祷を乗せてお参りした風習があった。今は、綿の栽培がなくなったので、此の風習はなくなった。
元弘年間（1331ー34・南北朝）の兵火に遭い社地を没収される。更に天正年間（1573–92・織田信長）にも兵火に罹り、神主が御神体を背負い本社（式内･村屋坐弥富都比売神社）境内に遷したと言われている。
この頃、波登里（ハトリ）・阿刀（アト）村も消滅、本社境内末摂社となる。と同時に、壬申の乱の神功を称えるお渡りも中断するに至り、未だ復興することが出来ない。とある。
文　村屋坐彌冨都比売神社　守屋広尚　宮司」
広報たわらもと1990年7月号掲載にも掲載されております。「ハトリカミ」川東村大安寺。服部神社の舊跡（きゅうし）なりという。天正中（1573年～1591年）社殿兵火に罹り後、村屋坐社の境内に遷り祭りしという。
このことから、もわかるように大和國（現在の奈良県、旧山辺郡等）に祀りはじまり、織物全般（原材料の播種から織りあげるまで）を司って頂いているのが、「天御桙命」といえるでしょう。
古事記に
天照大御神、忌服屋いみはたやに坐ましまして、神御衣かむみそ織らしめたまふ時に、其の服屋はたやの頂むねを穿うがちて、天の斑馬ふちこまを逆剥さかはぎに剥ぎて墮おとし入るる時に、天の衣織女みそおりめ見驚きて、梭（ひ）に陰上ほとを衝きて死みうせき。故、是ここに天照大御神、見畏かしこみて、天の石屋戸いはやどを閇たてて刺さしこもり坐しましき。
訳しますと、「天照大御神が、神聖な機屋はたやにいて、神に献上する御衣を機織り女たちに織らせていたときに、速須佐之男命がその機屋の棟に穴をあけて、斑ぶち入りの馬を逆剥ぎにして落とし入れたところ、機織り女はこれを見て驚き、梭（ひ）で女陰を突いて死んでしまった。そして、天照大御神はそれを見て恐れて、天の石屋いわやの戸を閉じて中にこもった。」
という文面が記されています。ここで、諸説というものが出てくるのですが、
ポイント
①天御桙命『金へんで無く木へん』
②機織り
③機織りで必要な、機織り機の梭（杼＝ひ）今でいうシャトル
機織りの織物とは、タテ糸とヨコ糸が垂直に交差した平面状の生地を指す言葉です。織物を構成するタテ糸とヨコ糸の交差のしかたは織物組織(おりものそしき)と呼ばれ、ほとんどの織物は、3つの基本的な組織である、三原組織からできており、どんなに複雑な織物も三原組織の変化形で構成されています。
いわば、タテ糸とヨコ糸が垂直に交差させるのに機織り機の梭（杼＝ひ）今で言うシャトルが必要になります。その手織りのシャトルの多くは金でできているのではなく木で出来ています。手織りでは、機織り機に縦に張り渡した複数の「タテ糸」に、横方向の「ヨコ糸」を入れて布を織り上げて交差をさせていきます。ヨコ糸は、杼（ひ）またはシャトルと呼ばれる道具に巻き付けて使います。この交差を男性と女性のおめでたい結びつきということで、
ひとつ、『ご縁結び』という諸説。
ふたつ、男女が重なり合うことや、上記の古事記にある『梭（杼＝ひ）』今でいう「シャトル」と天御桙命　様の「ほこ」を連想させるのが男根ということで、子宝にご神徳をあらわされるという諸説。
足利織姫神社では、伊勢神宮の直轄であり天照大御神の絹の衣を織っていたという神服織機神社の織師、天御鉾命と織女、天八千々姫命（あめのやちちひめのみこと）の二柱を八雲神社へ合祀。とあります。こちらも男女のご縁がありそうです。
また、水天宮では、天御桙命さまの十一世祖の『天之御中主大神』は、日本の神々を生み出したといわれる神様で、日本の神々の祖先神であり、安産・子授けなどにご神徳をあらわされる。とされていますので、諸説もあながち間違ってはいないかもしれません。
天御桙命が深く古くから携わってきた織物ですが、現代のライフスタイルには欠かせない『ファッション』に多大なる影響を与え、今の私たちの生活に華を添えてくださっています。
その太古、四大文明と四大天然繊維の視点から、今の私たちの身の回りにある四大天然繊維「羊」「麻」「綿」「絹」は、有史以前から人類が利用してきました。そして、この四大天然繊維は四大文明の形成の中で、豊富な水源となる大河の存在と同じくらい重要な役割を果たしてきました。衣服や住居に使われる繊維の生産は文明の発展に必要不可欠な要素であり、密接に関連します。メソポタミア文明、エジプト文明、インダス文明、中国文明、これらの文明を築いた人々の暮らしや地理的要素がその証拠です。そんな世界の歴史にもつながり続ける天御桙命様です。